# Gavin Stewart
Gavin Blakely Stewart (Belfast, 27 de abril de 1957) es un deportista británico que compitió en remo. Ganó una medalla de bronce en el Campeonato Mundial de Remo de 1989, en la prueba de cuatro con timonel.

## Palmarés internacional
| Campeonato Mundial | Campeonato Mundial | Campeonato Mundial | Campeonato Mundial |
| Año                | Lugar              | Medalla            | Prueba             |
| ------------------ | ------------------ | ------------------ | ------------------ |
| 1989               | Bled (Yugoslavia)  | Medalla de bronce  | Cuatro con timonel |